# Sejnane (délégation)
Pour les articles homonymes, voir Sejnane (homonymie).
Sejnane est une délégation tunisienne dépendant du gouvernorat de Bizerte.
En 2004, elle compte 42 156 habitants dont 21 184 hommes et 20 972 femmes répartis dans 8 954 ménages et 9 140 logements.